# جاستین هایرز
جاستین هایرز (انگلیسی: Justin Hires؛ زادهٔ ۲۴ ژوئن ۱۹۸۵) هنرپیشه اهل ایالات متحده آمریکا است. وی از سال ۲۰۰۷ میلادی تاکنون مشغول فعالیت بوده‌است.
از فیلم‌ها یا برنامه‌های تلویزیونی که وی در آن نقش داشته‌است می‌توان به مک‌گیور اشاره کرد.